# Aeroportul Internațional Rick Husband Amarillo
Aeroportul Internațional Rick Husband Amarillo (IATA: AMA, ICAO: KAMA, FAA LID: AMA) este un aeroport din Texas, Statele Unite ale Americii ce deservește zona Amarillo. Aeroportul a fost tranzitat în 2019 de 706.248 de pasageri. A fost deschis în 1929 și numit după zona deservită.
Situat la o altitudine de 1.099 m, aeroportul dispune de 2 piste.

## Infrastructură

### Piste
Aeroportul dispune de 2 piste. Pista 04/22 are suprafața de beton și dimensiunile 13.502 picioare × 200 picioare. Pista 13/31 are suprafața de beton și dimensiunile 7.901 picioare × 150 picioare. 